# マーシャと熊

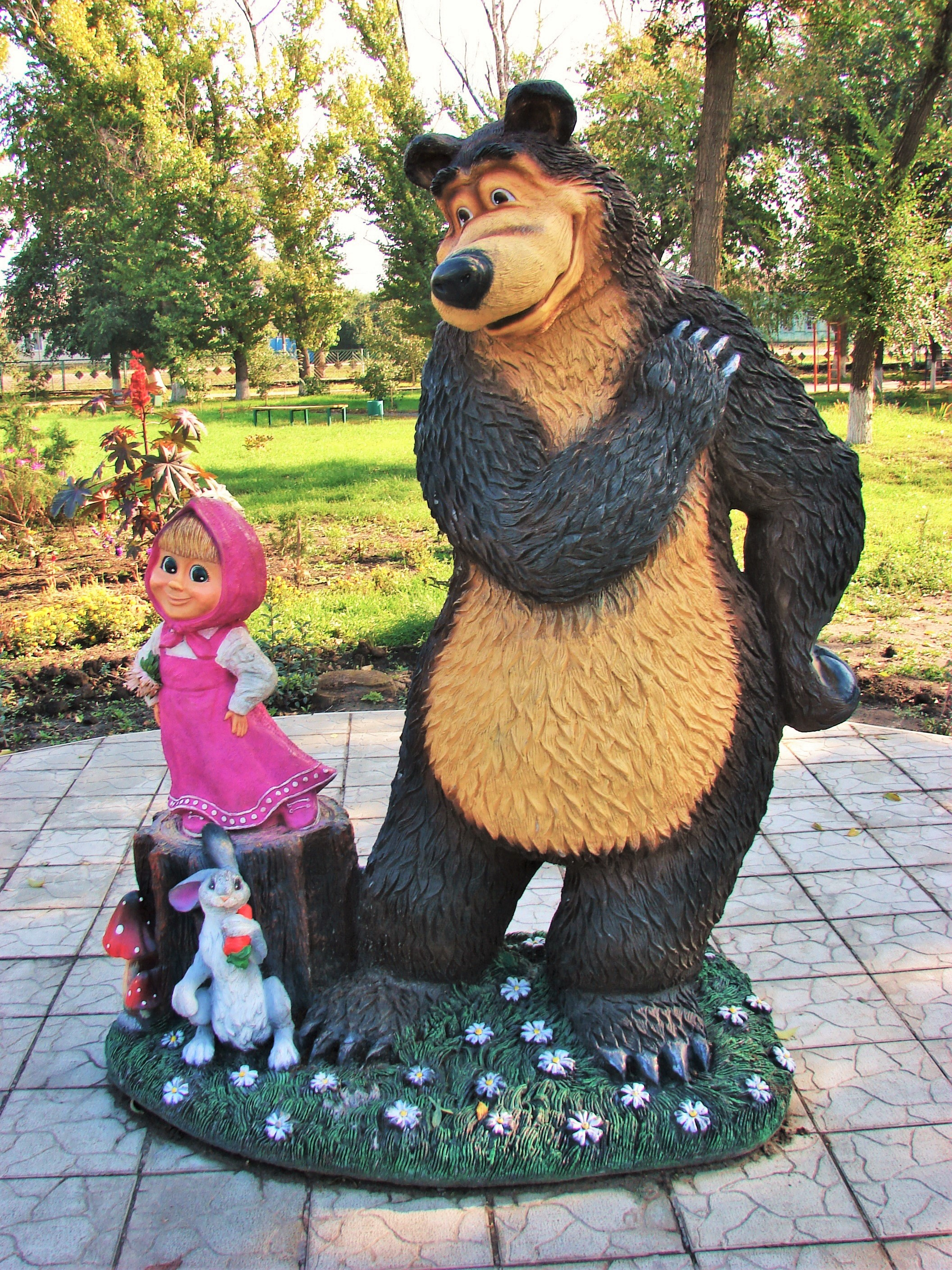
マーシャと熊
イェラン(ヴォルゴグラード州にある都市)にて撮影されたもの。

マーシャと熊、マーシャとくま (原題: Маша и Медведь)は、ロシアの子供向けのテレビアニメシリーズ。企画はオレグ・クザフコフによるもので、アニマックコルド(Анимаккорд、ロシア・モスクワ)が制作する。初出は2009年。 2008年12月18日にパイロット版が公開され、2009年1月7日にシリーズとして放送が始まった。マーシャという名前の小さな女の子と、彼女の父親的役割の熊が引き起こす出来事が主題となっている。
このアニメシリーズは3Dコンピュータアニメーションで、モデリング、リギング、アニメーションにはオートデスク社のMayaが使用されている。レンダリングにはアニマックコルド自身のレンダーファームを使用。
ロシアでは、ロシア1（2019年現在はロシアKで放送）の子供番組『おやすみなさい、子供たち！』（Спокойной ночи, малыши!、英語版）内で放映されている。また、ロシア国外では100カ国以上で放映されている。アニマックコルドの執行役員であるドミトリ・ロヴェイコは、イスラム教国でもマーシャがよく知られていることについて「彼女がスカーフかぶって足が隠れているのはラッキーだったと思う」と述べた。
2009年11月からはミステーリア・ズヴーカ(Мистерия звука)からDVDとブルーレイが発売されている。本シリーズはNetflix でも2015年の8月から公開された。
2013年からはYouTubeでも公開されているので、公式サイト において視聴する以外に、YouTubeにおいての視聴も選択できる。また、YouTubeにおいての公式サイトは、「Маша и Медведь」となっている。2019年1月時点では76話が制作されており、36か国語に翻訳され、YouTubeでの全話再生数は420億回を超える。2015年現在で最も多くされたエピソードは「マーシャとお粥(Серия 17) 」である。続いて「召し上がれ (Серия 24) 」、「大洗濯(Серия 18)」、「拾い子(Серия 23)」、「甘い日々(Серия 33) 」、「アダブラ・カタブラ(Серия 25) 」、「1、2、3、光れ、クリスマスツリー!(Серия 3) 」、「二人で一人(Серия 36) 」、「遠くの甥(Серия 15)」、「捕まらない復習者 (Серия 51)」となっている。
また、2012年には、「マーシャのお話 (原題: Машины сказки)」と題するスピンオフ作品も放映され始めた。マーシャがお話を自分のぬいぐるみに語って聞かせるという形式のもので、全26話である。YouTubeの公式サイトからアクセスできる。
なお、もともとロシアに『マーシャとくま』という童話がある。森に住む熊のところにマーシャという小さな女の子が迷い込むモチーフは同じだが、童話の中の熊はむしろ悪者で、マーシャを女中としてこき使おうとする。

## ストーリーの背景

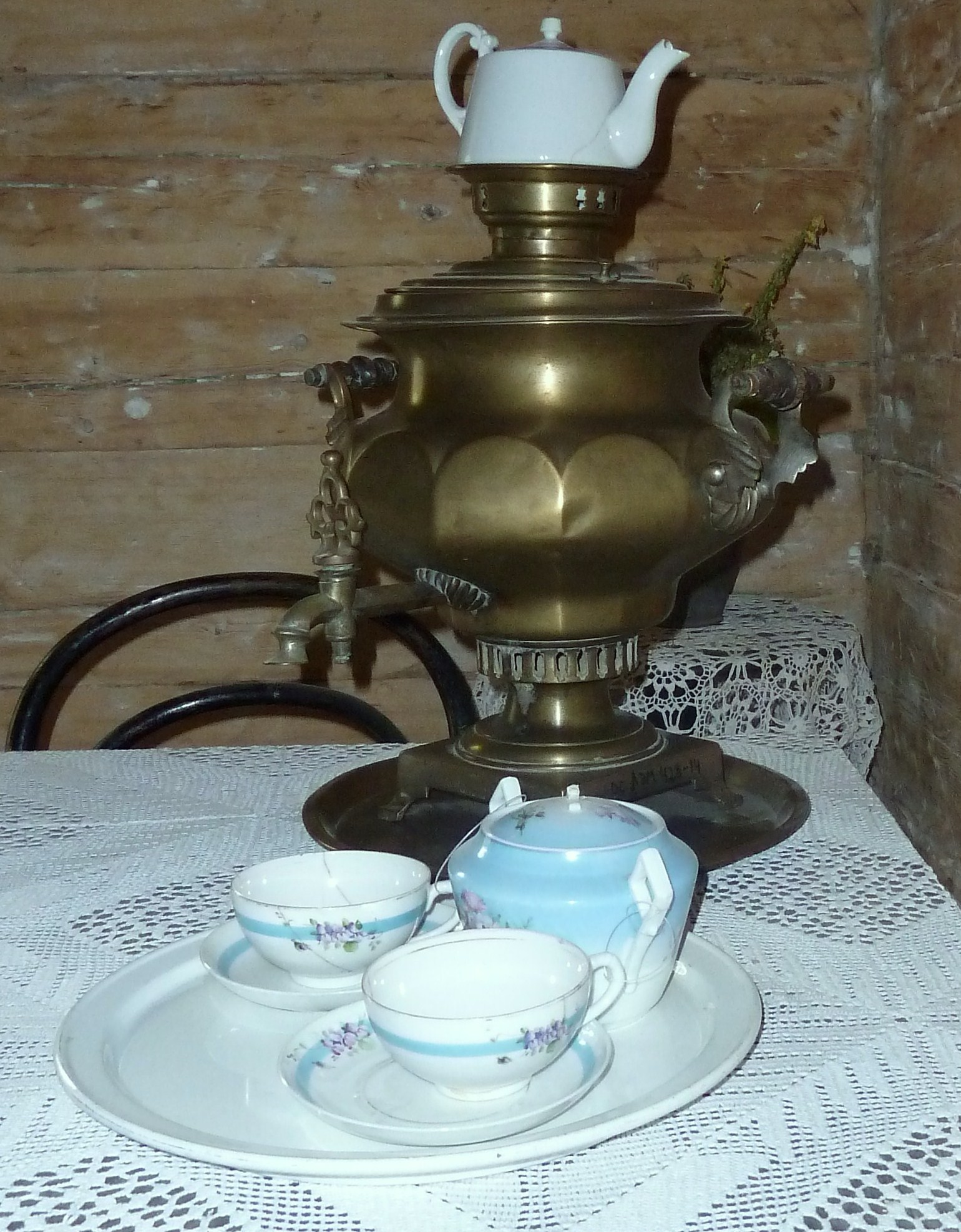
サモワール
熊のミーシャがよく使っている。ただし、サイズや形にはいろいろなものがあり、熊のサモワールは写真のものよりずっと大きなサイズで、形も球形に近い。

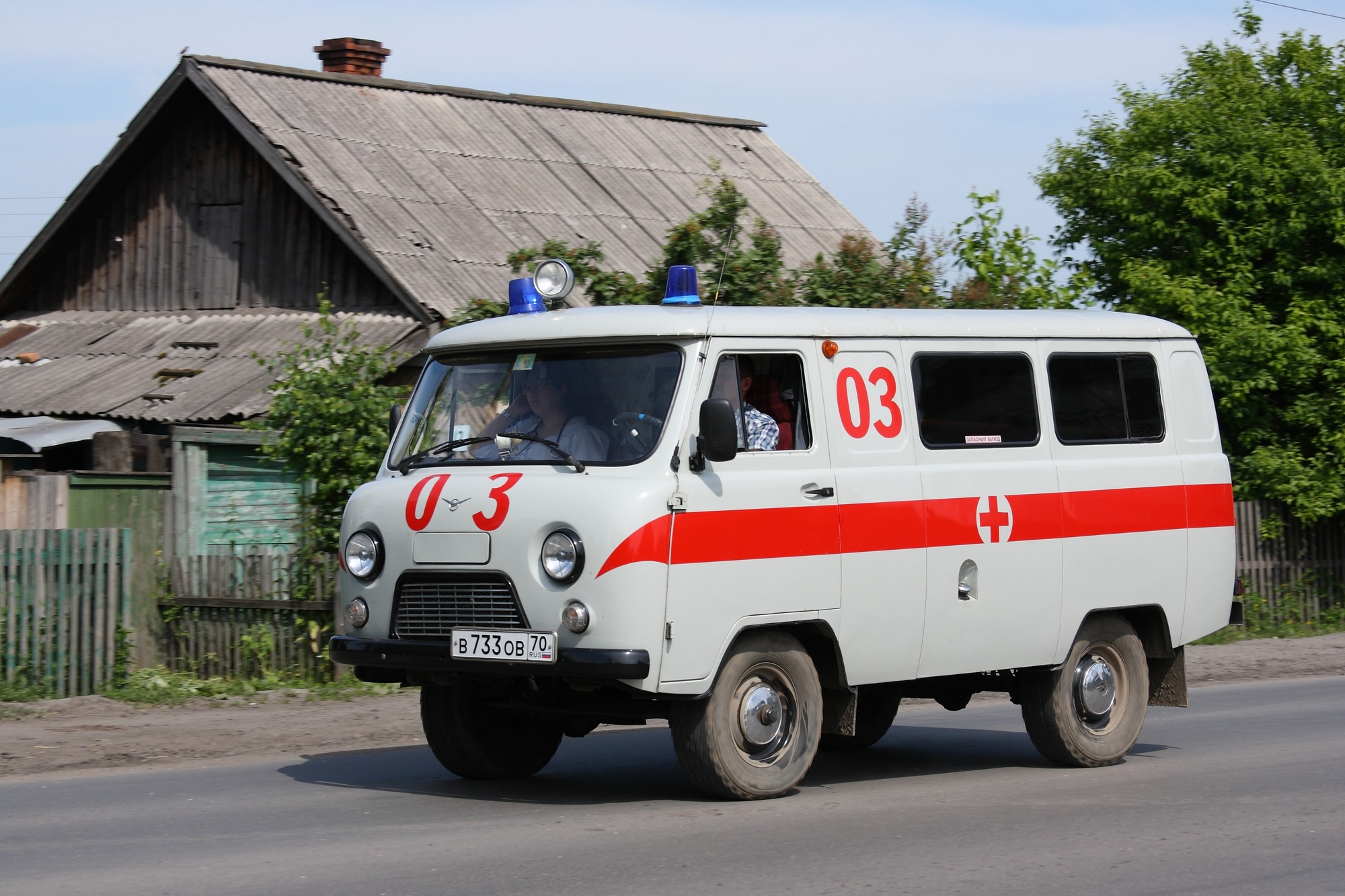
UAZ-452
狼が住んでいる救急車と同じモデルの汎用自動車。

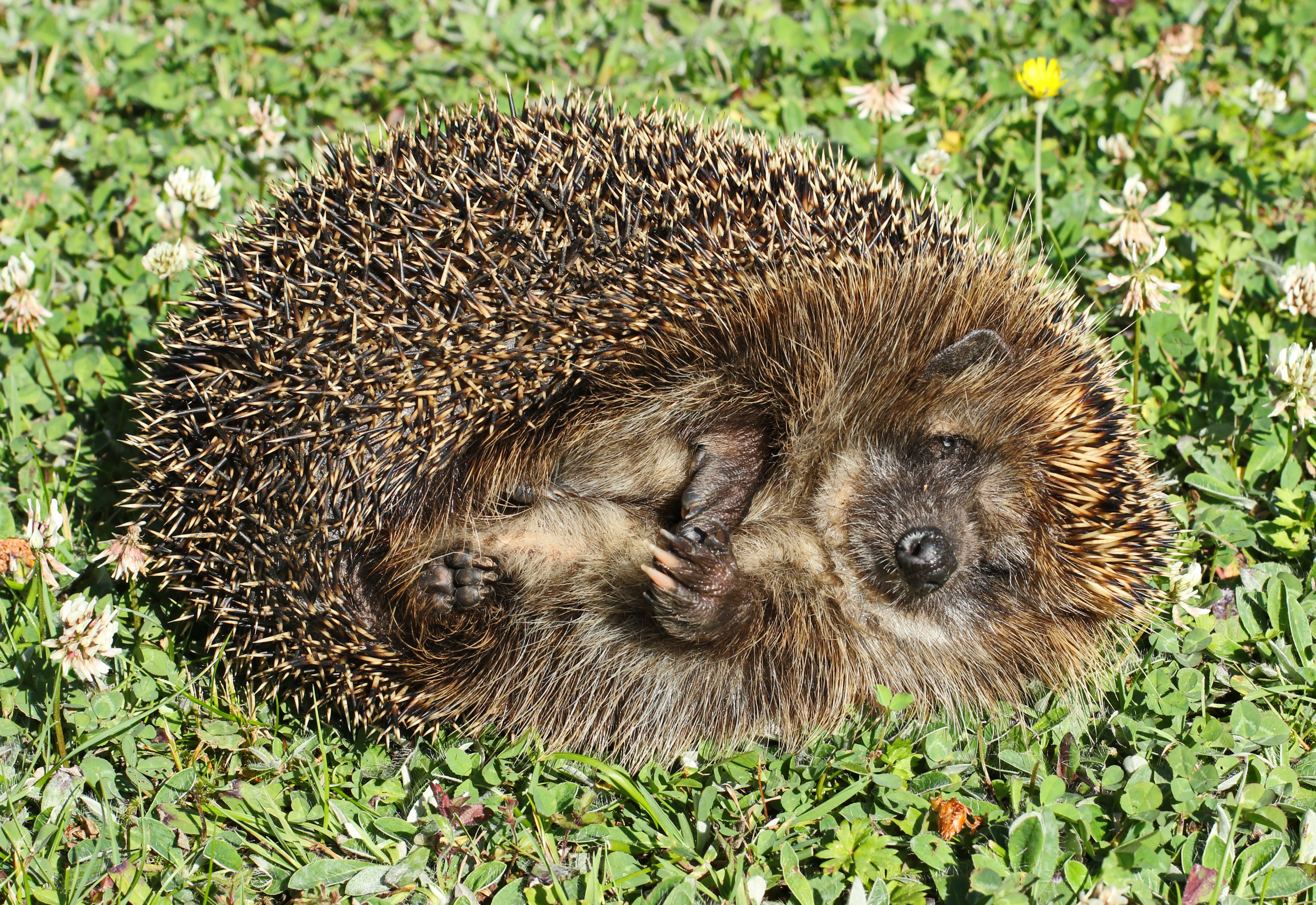
ハリネズミ
「マーシャと熊」にたびたび登場する。ヨーロッパではなじみのある動物の一つ。

マーシャは豚とヤギと犬と一緒に住んでいるロシアの女の子である。森の動物たちはみんな彼女を怖がっている。というのもマーシャはいつも無理に自分の遊び相手を務めさせるからである。ある朝マーシャは蝶をみて、それ追っていたところ知らないうちに熊の家に入り込んでいた。その時熊は釣りに出かけていて留守だった。熊の家で遊んでいるとき、マーシャはあちこちをめちゃくちゃに引っ掻き回すのだった。家に戻ってきた熊はマーシャのしでかした惨状を見る。熊はマーシャを追い出そうとするがうまくいかない。そうしているうち熊とマーシャは友達になった(以上は「初めての出会い(Серия 1)」の内容)。
各エピソードでは、マーシャは頭がよく親切であるものの、いたずら好きの女の子で、自分の周りの世界を探検してまわっているとして描かれている。まさにそのことが多くの面白く楽しい状況を作り出す。心優しい熊はいつもマーシャがトラブルに陥ることを防ごうとしているが、多くの場合期せずして彼女のいたずらの犠牲になってしまう。

## 登場人物
マーシャ
声 - 木野日菜
6歳の女の子。マーシャは女性名マリアのロシア語での愛称。ジェド・マロースや姉妹のダーシャなどの少数の例外を除けば、ただ一人の人間の登場人物である。鉄道の線路のわきにある家に豚やヤギ、犬と一緒に住んでおり、森の中の熊(ミーシャ)の家に遊びにやってくる。おてんばで大変活動的で、いつも遊びまわることを考えている。マーシャは熊のことが大好きだが、彼女の遊びというものは熊にとって問題を起こす傾向にある。甘いものが好き。バケツで飛び回ったり、「マーシャと熊」をテレビで見るのも好き。マーシャは6歳の子供の性格(話す時に文法的な間違いをする、欲しい物が手に入らないと泣き出す)と大人の能力(テニスをする、魚釣りをする、ジャムを作る、エレキギターを演奏する)が組み合わさった人物像を持っている。声を担当するのは52話まではアリナ・ククシュキナ、53話以降はヴァルヴァラ・サランツェヴァ。
シリーズ監督のデニス・チェルヴャツォフによれば、マーシャには実在のモデルがいるということである。1990年代に、プロジェクトの美術監督、オレグ・クザフコフは休暇中に海岸で小さな女の子を見た。その子はとても無邪気で開放的な性格の子で、見知らぬ人についていって、彼とチェスをしたり、彼のフィンを借りて泳いだりしていた。しかし数日後行楽客たちは彼女から逃げるようになった。というのも、彼女はあまりにアクティブで煩わしかったからである。この体験は各エピソードのストーリーに取り入れられている。
熊
名前はミーシャ(男性名「ミハイル」の愛称)。大きな心をもつ大きな熊であり、マーシャにとっては父親的存在であり、保護者としての存在である。森の中で木の幹をくりぬいた家に住んでいる。マーシャがいつも熊を呼びかけるときに使う「ミーシュカ」はミーシャと同様「ミハイル」の愛称のひとつで、ロシア語において熊を指す口語的な表現である。昔はサーカスに出ており、写真やトロフィー、メダルを部屋に飾っている。サーカスで働いていた経験から、いろいろな芸をうまくこなす(例えばジャグリング、一輪車、手品)。また、いろいろな趣味にも通じており、さらには新しい機械を発明したり、絵画や執筆をものするいうような創造的な活動も行うとして描かれている。自宅の庭ではキイチゴやニンジンなどの果物や野菜を栽培しており、ミツバチも飼っている。人の言葉は話さない。この熊を含む動物の登場人物はマーシャの言っていることは理解するが、自分は手振り・身振りで意志を伝える。声を担当するのはボリス・クトゥネヴィッチ。
メスの熊
熊の憧れの彼女。二人目の女性(雌)の登場人物。熊は彼女に夢中であり、彼女の気を引いたり愛を語ることさえある。多くの場合彼女は熊に打ち解けた態度をとり、またマーシャにも親切である。
ダーシャ
マーシャのいとこでモスクワっ子。マーシャに顔はよく似ているが全く違う性格。ベージュの髪にブルーの瞳、ブルーの眼鏡をかけオレンジの服をきている。
野ウサギ
マーシャと熊の友達。しばしば熊と同じく、マーシャのいたずらに翻弄される。熊と一緒に庭仕事をすることもあるし、熊の庭の人参を勝手にとって食べたりすることもある。
オオカミ(2匹)
丘の上の壊れた救急車に住んでいる。救急車には医療器具が備わっている。恐ろしい姿の彼らも、最後には勝者となるマーシャに翻弄されている。
パンダ
熊の甥。中国出身。彼とマーシャはライバルであり、パンダが訪ねてきたときはしばしば諍いを起こす。 とはいえ時折は仲良くしており、一緒に遊ぶこともある。
トラ
サーカスでの熊の友達。
ペンギン
マーシャが卵を拾ってきて、熊がその卵を孵した(第23話)。熊を"パパ"(папа)と呼ぶ。熊は南極に帰したのだが、連絡を取り合っており、熊を訪ねてくることがある。
ヒマラヤ熊
マッチョ。熊のライバル。傲慢な性格の持ち主。
- その他 - リス、ハリネズミ[注釈 8]、ヤギ、ニワトリ、犬、ブタ、ミツバチなど。

## シリーズ各話のリスト
| 番号                                  | タイトル                                   | 概要 | 備考 | YouTube  |
| ------------------------------------- | ------------------------------------------ | --- | --- | -------- |
| 2009年シリーズ                        |                                            | | |          |
| 1                                     | 初めての出会い                             | (Серия 1) 線路の脇の小さな家に小さな女の子、マーシャが住んでいた。遊び相手の家の動物たちは隠れてしまい、一人でつまらなく思っているマーシャは森に遊びに行く。森には熊が小さな家に住んでいた。熊が出かけたすきに、マーシャは熊の家に入り込み家中を引っ掻き回す。                                          | | Серия 1  |
| 2                                     | 春になるまで起こさないで!                  | (Серия 2) 熊は冬眠の準備をしていたのだが、戸締りを終えた矢先にマーシャが訪ねてきた。おなかがすいたというので、熊は眠いのを我慢しながらお粥を作ってあげる。 | ここで"お粥"と訳したものはロシア語で「カーシャ(Каша)」といい、必ずしも米のお粥とは限らない。オートミールとも似ている。穀物をひいて、水や牛乳で煮るとお粥になるように加工されたものが箱や袋に入って売られている。煮るとふやけて少し嵩が増える。それ自体に味がつけてあったり、ジャムを入れて食べたりもする。 | Серия 2  |
| 3                                     | 1、2、3、光れ、クリスマスツリー!           | (Серия 3) マーシャのいたずらで、プレゼントを配っていたジェド・マロース(いわばロシアのサンタクロース)は怪我をしてしまった。ジェド・マロースは残ったプレゼントを配ってくるように熊に頼み、マーシャをスネグーラチカに変えて熊と一緒に送り出す。                                                            | この題名はロシアの大晦日の家族の集まりのときの習慣を踏まえている。 ロシアでは大晦日の料理の並ぶテーブルにつき、薄暗くした中でリズムをとりながら手を打ち、みんなで「1、2、3、光れ、クリスマスツリー! (Раз, два, три! Ёлочка, гори!)」と言って、クリスマスツリーの明かりをつけるのである。 | Серия 3  |
| 4                                     | 春が来た!                                  | (Серия 7) 春に目を覚まして散歩に出かけたところ湖で雌の熊を見つけた。熊は彼女をデートに誘うのだが、マーシャがデートの邪魔をする。 | 題名はロシアの作曲家セルゲイ・スロニムスキーの同名の合唱曲の連作(1958年)、または児童音楽の作曲家であるニコラヤ・ラドヴァの合唱曲の連作によっている。 | Серия 7  |
| 5                                     | 魚釣り!                                    | (Серия 8) 魚釣りに熊は川に来た。熊についてきたマーシャは散々熊の邪魔をしたのち、最後は熊と一緒に釣りをすることになった。熊はスケート靴を釣り上げ、マーシャは金の魚を釣り上げた。 | 題名を直訳すると"釣られろ、お魚"(Ловись, рыбка!)というような意味になる。 これはロシアの民話「狐と狼」にでてくる魔法の呪文「釣られろ、お魚。大きいのも小さいのも」の最初の部分である。 | Серия 8  |
| 6                                     | 姿の見えない動物の足跡                     | (Серия 4) 熊が雪の上に残った狼とウサギの足跡を見せて、どちらが狼の足跡でどちらがウサギの足跡なのか教えるが、マーシャにはちっとも分からない。 | 題名はロシアの詩人アレクサンドル・プーシキンの『ルスラーンとリュドミーラ』(1817–1820)を踏まえている。冒頭の"献辞"と題された部分で、これから昔話をするとひとしきり断った部分の後に物語の舞台の情景を描写する部分があり、人口に膾炙している。 | Серия 4  |
| 2010年シリーズ                        |                                            | | |          |
| 7                                     | 狼と暮らす・・・                           | (Серия 5) おなかをすかせた狼2匹はマーシャを誘拐し、食べ物がいっぱいに詰まった冷蔵庫と引き換えにしようと脅迫状を残した。マーシャと一緒にいることがどんなことになるのか知っている熊は、狼の脅迫を笑い飛ばす。                                                                                             | 題名は「狼と暮らす－遠吠えをした後で (с волками жить, по-волчьи выть)」というロシアで言い習わされている言い方を踏まえている。なお、この言い習わしの意味は、敵対的な状況の中でも状況が変えられないのならそこになじまなければならない、ということである。 | Серия 5  |
| 8                                     | 電話、電話して!                            | (Серия 9) サッカーの試合をテレビで見ていたい熊は、マーシャに携帯電話を持たせて森で遊んでくるように促す。何かあれば携帯で熊を呼び出し、呼び出されたらすぐに駆けつけるというのである。ところが、マーシャはのべつまくなしに電話をかけてきて、サッカーを見るどころではなくなってしまった。                  | この題名の「電話、電話して! (Позвони мне, позвони!) 」は1981年のソビエトの映画「カーニバル(Карнавал)」の中の曲の題名と歌詞(リフレインの部分)を踏まえている。 | Серия 9  |
| 9                                     | ヴァレニエの日                             | (Серия 6) 熊は庭になっている色々な果物を収穫してヴァレニエ(ジャムのようなもの)を作ることにした。ところが、熊が少し目を離したすきに、熊が収穫した果物をマーシャが全部食べてしまった。 | 題名はカルソンが誕生日にそのように言い間違えたことに由来する。カルソンとはソビエトのアニメ「小さな子とカルソン(Малыш и Карлсон)」(1968年)の主人公である。ヴァレニエを食べながら相手の子供に「誕生日おめでとう」というときに「誕生日((день рождение)」を「ヴァレニエの日(день варенья)」と言い間違えた場面がある。そのようなことから、現在ロシアでは「誕生日」のことをおどけて「ヴァレニエの日」という。 | Серия 6  |
| 10                                    | 氷の上の休日                               | (Серия 10) スケートをしに湖に来たマーシャだが、うまく滑ることができない。誰かに教えてもらいたいのだが、たまたま湖にいた雌の熊はマーシャに気が付ない。そこで家で寝ている熊を湖まで引っ張ってきた。 | 題名はアメリカのスケートショーである"氷の上の休日"(Holiday on Ice)を踏まえている。 これはアメリカでは1943年から1985年の間に行われ、ヨーロッパでは1950年から開催されている。ソビエトでは1959年、スターリン政権の後に開催された。 | Серия 10 |
| 11                                    | 一年生の最初の授業                         | (Серия 11) 熊は自分の家を教室にしたてて、マーシャに学校の授業をすることにした。 | オリジナルの題名の「Первый раз в первый класс(逐語訳すれば"一年生ではじめての"というようになる)」は、生まれて初めて学校で勉強をすることを描いた詩歌における決まり文句。 | Серия 11 |
| 12                                    | 鍵のかかった国境                           | (Серия 12) 熊はウサギと庭に人参の種をまいた。熊はできるだけ大きく育てて記録を狙いたいのだが、ウサギはすぐに引っこ抜いて食べてしまう。ウサギに盗られないように見張っては見たものの、寝ずに番をすることもできないかった。そこで、マーシャに代わりに見張ってくれるように頼む。                             | 題名は大戦間における有名なスローガン「鍵のかかった国境(Граница на замке)」を踏まえている。またこれは1937年のソビエトの映画のタイトルでもある。このスローガンは今でもロシア国境警備隊のモットーとなっている。 | Серия 12 |
| 13                                    | 隠れてないのはだぁれ、私はわるくないわよ！ | (Серия 13) 熊はクロスワードパズルを楽しんでいたのだが、マーシャが隠れん坊をしようと誘う。マーシャから隠れて、落ち着いてクロスワードに集中できる場所を探すのだが、必ずマーシャに見つけられてしまう。 | 「隠れてないのはだぁれ、私はわるくないわよ！（Кто не спрятался, я не виноват）」はこの回の話を見ればわかるように、かくれんぼの時に鬼が探し始めるときの掛け声。 | Серия 13 |
| 2011年シリーズ                        |                                            | | |          |
| 14                                    | スキーコース！                             | (Серия 14) 家の前に倒れていた熊をマーシャとウサギで家に引っ張って開放する。マーシャは、熊が雪上車で雪かきをしていてモミの木にぶつかり、それで倒れてきたモミの木の下敷きになったんだと説明する。しかし、熊の覚えているのはそれだけではなかった。                                                         | オリジナルの題名は「Лыжню!」。これはスキーで行くコースや道筋を意味する(主格：лыжня)。スキーヤーが前を行く別のスキーヤーを追い越す時に、"道を譲ってもらうぞ"という意味で"Лыжню!"と言う。先行するスキーヤーは追い越すスキーヤーに道を譲ることになっている。 | Серия 14 |
| 15                                    | お大事に!                                  | (Серия 16) 一人で過ごしていたい熊はマーシャに自分は病気だという。マーシャは一生懸命に熊の世話をし、熊もくつろいでいることができたのだが、本当に腰を痛めて立てなくなってしまう。 | | Серия 16 |
| 16                                    | マーシャとお粥                             | (Серия 17) 熊が一人でチェッカーを楽しんでいたところをマーシャに邪魔されて、熊は腹を立てて外に出て行ってしまう。おなかのすいているマーシャは一人でお粥(каша)を作って食べることにする。 | オリジナルの題名は「マーシャ+お粥(Маша + каша)」 と書き、これは"(名前)+(名前)=愛"という落書きを連想させるものである。一方、このエピソードのストーリーはソビエト連邦の児童文学作家ニコライ・ノソヴ(Николаевич Носов)の「ミシュカのお粥(Мишкина каша)」(1938年)を踏まえている。ノソヴの本でも主人公たちがお粥(カシャ)を作るのだが、かさが増して鍋からこぼれてしまう。マーシャの場合、森の動物たちに食べさせても食べきれず、とっておく場所もなくなってしまうほど後から後からあふれてくる。これはアレクサンドル・ベリャーエフのSF小説「永久パン(Вечный хлеб)」(1928年)を思い出させるものになっている。 | Серия 17 |
| 17                                    | 遠くの甥                                   | (Серия 15) 熊の甥の小さなパンダが熊を訪ねてきた。何をするにしても、パンダとマーシャは張り合ってどっちも譲らない。 | | Серия 15 |
| 18                                    | 大洗濯                                     | (Серия 18) 家いる友達の豚を赤ちゃんに見立ててベビーカーに乗せ、マーシャは熊の家にやってきた。ところが家の前で転んで泥だらけになってしまう。熊はマーシャの服を洗濯し、シャワーを使わせ、新しい服を仕立ててあげるのだが、すぐにまた汚してしまった。                                                       | ブールヴィル主演のフランスのコメディ映画に同名の物がある(「La Grande Lessive (!) (Большая стирка)」/1968年)。また2001年から2004年にはやはり同名のトークショーがテレビで放映されていた。題名はこれらの物を踏まえている。 | Серия 18 |
| 19                                    | オーケストラのリハーサル                   | (Серия 19) 熊は森でグランドピアノを見つけて、それを家に持ってきた。それを弾いているところにマーシャがやってきて、自分にも教えてほしいと頼む。練習を始めてみたものの、手が小さいこともあってうまく弾けない。                                                                                             | 題名はフェデリコ・フェリーニの映画「Felliniego Prova D'Orchestra (Репетиция оркестра)」(1978年)を踏まえている。 | Серия 19 |
| 20                                    | しましまのおひげちゃん                     | (Серия 20) 昔のサーカスに熊と一緒に出ていたトラが熊を訪ねてきた。何をするにもマーシャが邪魔をするので、トラはマーシャをかつて熊がしたように(第一話)追い出そうとする。 | 題名はサムイル・マルシャークの詩および本のタイトルである「しましまのおひげちゃん(Усатый-полосатый)」(1930年)を踏まえている。 | Серия 20 |
| 21                                    | ホーム・アローン                           | (Серия 21) 熊はマーシャに邪魔されずに一人でクリスマスを楽しもうとしたが、クリスマスツリーを飾りともども壊してしまった。一方、マーシャは熊のところでせしめたピエロの衣装とプレゼントの飛び出す魔法の帽子をもって、家の動物たちと楽しいクリスマスを過ごしていた。                                         | 題名はアメリカのコメディ映画「ホーム・アローン(露：Один дома)」(1990年)を踏まえたものである。 | Серия 21 |
| 22                                    | 息を吸って！息を止めて！                   | (Серия 22) 夕方に雌の熊が訪ねてくるので、熊は彼女を迎える準備をしていた。そこへマーシャがやってくるが、マーシャのしゃっくりが止まらなくなってしまう。 | | Серия 22 |
| 2012年シリーズ                        |                                            | | |          |
| 23                                    | 拾い子                                     | (Серия 23) 森で大きな卵を見つけた。孵してみると小さなペンギンが出てきた。熊とマーシャは二人でペンギンの世話をする。 | 題名はソビエトのファミリーコメディー映画「拾い子(Подкидыш )」(1939年)を踏まえたものである。この映画のオリジナルは白黒だが、2010年に着色化されて公開された。 | Серия 23 |
| 24                                    | 召し上がれ                                 | (Серия 24) 熊とパンダがワンタンを作っているところに、芋虫を追ってマーシャが飛び込んできた。マーシャも一緒にワンタンづくりに挑戦する。 | | Серия 24 |
| 25                                    | アダブラ・カタブラ                         | (Серия 25) 熊は本を読んでいたいのにマーシャが邪魔をする。マーシャは熊の持っている魔法の道具で遊び始める。 | ロシア語のオリジナルの題名は「Фокус-покус(ホクス・ポクス)」。このエピソードに出てくるように、魔法をかける時の呪文であり、ロシア語や英語、その他の欧米語でよく知られている。 | Серия 25 |
| 26                                    | リフォームご注意!                          | (Серия 26) 熊はテレビを破裂させて家の中を煤だらけにさせてしまい、天井を塗り替えて、壁紙を貼り直すことにした。マーシャも面白がってそれを手伝う。 | ソビエトの同名のコメディ・スペクタクルテレビ映画「リフォームご注意!(Осторожно, ремонт!)」(1979年)を踏まえた題名である。 | Серия 26 |
| 27                                    | 油絵                                       | (Серия 27) 油絵を描いている熊を見て、自分も絵をかきたくなったマーシャ。邪魔をするので熊に外に追い出されてしまったが、大自然をカンバスにして森の動物たちと絵を描く。 | ロシア語のオリジナルの題名は「Картина маслом」。大変に人気のある2007年のロシアのテレビシリーズ「一掃(Ликвидация)」で、ウラディーミル・マシュコフ(Владимир Машков)演じる主人公のダヴィット・ゴツマン(Давид Гоцман)がしばしば「油絵だな(Картина маслом.)」と口にする。このセリフは、このシリーズの代名詞になるほどよく知られている。 | Серия 27 |
| 28                                    | ナイトの動き                               | (Серия 28) 熊とトラが楽しんでいるチェスにマーシャは興味をもった。トラにコマの動かし方を教えてもらい、実際にプレイしてみるととても強い。何度やっても必ず最後にナイトで詰めしてまう。 | 「ナイトの動き(Ход конём)」という言い方は、問題を解決する思いもよらないが効果的な方法、という意味である。これはチェスの駒の一つであるナイトがほかの駒とは違う独特の動きをし、しばしば相手の意表をつく攻撃ができることによる。ソビエトでは1962年に同名の少年少女向けの映画が作られている。 | Серия 28 |
| 29                                    | ヒット                                     | (Серия 29) 熊はギターでフォークを弾いて雌の熊の気を引こうとするが、彼女は全く興味を示さず、熊はとてもがっかりする。それを見たマーシャはもっと現代的なスタイルの音楽に挑戦する。 | | Серия 29 |
| 2013年シリーズ                        |                                            | | |          |
| 30                                    | 成長のビタミン                             | (Серия 30) 庭のチューリップがしおれているのを見つけた熊は、それを治す薬を合成した。それを頭からかぶってしまったマーシャは、不思議の国のアリスのように家の中で大きくなってしまう。 | 題名は1988年に公開された子供向けアニメ「成長のビタミン(Витамин роста)」とそのもとになったオレグ・グリゴリエフ(Олег Григорьев)の同名の本(1981年)を踏まえている。グリゴリエフの話はもっと深遠なものではある。動物や人間が大きくなる薬を使うというストーリーはハーバート・ジョージ・ウェルズの「神々の糧(The Food of the Gods)」(1904年)のものであり、小さな女の子が魔法の食べ物で巨大になってしまうという場面はルイス・キャロルの「不思議の国のアリス」(1865年)に見られるものである。 | Серия 30 |
| 31                                    | 新しい箒                                   | (Серия 31) ウサギとホッケーをしている最中、マーシャは森の中で空を飛ぶ箒を見つけ、面白がって森の中を箒で飛び回る。 | タイトルは「新しい箒は新しい掃き方で(новая метла по-новому метёт)」というロシアの言い慣わしの冒頭の部分である。このいい習わしは、新しい箒はよりきれいに掃けることから、例えば仕事で新しい上司は特に熱心に、細心の注意を払って素早く課題を片付ける、という意味。 | Серия 31 |
| 32                                    | みんなが家にいるとき                       | (Серия 32) 冬にペンギンが熊を訪ねてやってきた。ところがマーシャもそのときに熊のところにやってきて、しかもペンギンはマーシャと一緒に遊ぶ方が楽しいらしい。熊はとても寂しい気がしてしまう。 | タイトルの「みんなが家にいるとき(Когда все дома)」は、ロシアの日曜日の朝のテレビ番組で、有名人の家族の様子を取材する同名の番組を踏まえている。なお、ロシア語には「家にみんなはいない (не все дома)」という言い方がある。 これはその対象の人物に正常な判断力、理解力がないことを意味する。 | Серия 32 |
| 33                                    | 甘い生活                                   | (Серия 33) 熊が外に出かけた後、マーシャは熊の家の台所でペロペロキャンディ をたくさん作って食べていた。ところが、食べ過ぎて虫歯で歯が痛くなってしまう。 | 題名は、フェデリコ・フェリーニの映画「甘い生活」(露：Сладкая жизнь)を踏まえている。 | Серия 33 |
| 34                                    | 9×12版写真                                 | (Серия 34) マーシャは、熊のところでインスタントカメラを見つけた(このエピソードの中ではこれが9×12版カメラのようなフォールディングカメラの形をしている)。突然フラッシュをたいて、みんなの驚いた顔を撮って回って面白がる。                                                                                 | 題名は、イリナ・アレグロヴァ(Ирина Александровна Аллегрова) 監督の映画「9×12版写真(Фотография 9×12)」(1991年)を踏まえている。このヒット作とその中の歌のタイトルは客先から預かったネガを写真スタジオで9×12版にプリントしたこと(最も小さく、したがって最も安いサイズ)をセンチメンタルに述べたものである。 | Серия 34 |
| 35                                    | 子供はつらい                               | (Серия 35) マーシャは例によって、わざとではないものの森の友達たちを困らせて、最後に熊の家に飛び込んできた。マーシャを部屋の隅に立たせて、みんなが文句を言い立てる中、熊は自分が子供の時はどうだっただろうと思い出す。                                                                                   | 題名の「Трудно быть маленьким」(逐語訳：愛らしい子供でいることはむつかしい)はユリス・ポドニェスキ(Юрис Подниекс)監督のソビエトのドキュメンタリー映画「若者でいることは簡単なのか?(露：Легко ли быть молодым? 、リトアニア語：Vai viegli būt jaunam?)」 (1987年)を踏まえている。またさらに、ストルガツキー兄弟のSF小説「神様はつらい(Трудно быть богом)」(1964年)を連想させる題名にもなっている。 | Серия 35 |
| 36                                    | 二人で一人                                 | (Серия 36) 姉妹のダーシャがマーシャを訪ねてきた。マーシャの家に着くなり服を泥だらけにされてしまったので、マーシャの服を着たのだが、ダーシャはマーシャとそっくりに見える。マーシャはダーシャを熊のところに案内するが、ダーシャはマーシャの友達が猛獣の熊であるとは知らなかった。                         | | Серия 36 |
| 37                                    | 大旅行                                     | (Серия 37) 熊は旅行を計画する。マーシャに見つからないようにしたつもりなのだが、マーシャはいつの間にかに熊のスーツケースの中に忍んでいた。 | 題名は1987年のソビエトの人形アニメ「Большое путешествие(大旅行)」を思い起こさせるものになっている。この人形劇アニメは友達同士のカバのトップと猫のトゥティが一緒に山に登ることを企てる話である。また、映画「ライアンを探せ! 」のロシアでの公開時のタイトル「Большое путешествие(大旅行)」とも同じものである。 | Серия 37 |
| 38                                    | 今日はみんなさかさま                       | (Серия 38) 熊はウサギに自分は昔サーカスに出ていたことを話すが、ウサギは笑って信用しない。そこで熊は一輪車の上でジャグリングを披露する。その時に転んで一輪車から落ちてしまい、頭を打って少しおかしくなってしまった。熊はまるでマーシャのように振る舞う。                                                 | 題名はソビエトの児童文学作家ユーリ・トミン(Юрий Томин) の同名の本「今日はみんなさかさま(Нынче все наоборот)」(1968年)を踏まえている。 | Серия 38 |
| 2014年(YouTubeに公開された年)シリーズ |                                            | | |          |
| 39                                    | 夜のお話                                   | (Серия 39) 怖いテレビを見てしまったマーシャは外の物音におびえて眠れなくなってしまう。しかも、いったん外に出た熊を怪物と勘違いして、家の中に入れさせない。 | | Серия 39 |
| 40                                    | 美しさ - その恐るべき力                    | (Серия 40) 雌の熊にもらったファッション誌をみて、マーシャは自分でもいろいろな化粧やヘアスタイルを試してみる。 | 題名の「美しさ - その恐るべき力(Красота –страшная сила)」はグレゴリー・アレクサンドロフ(Григорий Александров)監督の映画「春(Весна)」 (1947年)のセリフを連想させるものである(「красота - это страшная сила / 美しさ - それは恐るべき力である」)。。このフラグメントはこのグレゴリー・アレクサンドロフの映画でよく知られるようになったが、もともとはセミョーン・ナドサン(Семён Надсон) の 詩「醜い女(Дурнушка)」(1883年)の最後の行にある。これを映画の中では女中が引用して見せたのである。 | Серия 40 |
| 41                                    | 帽子の中の事                               | (Серия 41) 熊は家でコイガを退治するのに躍起になっていた。一方マーシャは熊の家で見つけた、姿を見えなくする魔法の帽子を使って森の動物たちにいたずらをしていた。 | ロシア語で「Дело в шляпе(帽子の中の事)」というのは"かたずいた事・首尾よく終えたこと"を意味する。また、1980年のソビエトのムーミンのアニメに「帽子の中のすべての事(Всё дело в шляпе)」というものがある。このアニメのストーリーはトーベ・ヤンソンのムーミンシリーズの三冊目「魔法使いの帽子(瑞：Trollkarlens hatt)、露：Шляпа волшебника)」(1948年)を基にしている。 | Серия 41 |
| 42                                    | 映画の日                                   | (Серия 42) 雪に閉じ込められて家から出られなくなったマーシャは暇を持て余している。熊と一緒に映画を撮ろうと思い立ったが、二人ともが気に入るシナリオのアイデアがなかなか見つからない。 | 日本の映画の日と同じような日がロシアにもあり、これを「День российского кино(ロシア映画の日)」または単に「День кино(映画の日)」いい、これは毎年8月27日である。1919年8月27日にロシア・ソビエト連邦社会主義共和国人民委員会議が映画製作会社及び映画館の国有化を行った記念日である。 共産党政権の崩壊後、別の日に移すことも試みられたが、結局は8月27日のままになっている。 | Серия 42 |
| 43                                    | 生まれながらのヒーローなし                 | (Серия 43) マーシャはスーパーヒーローになろうと、マントを羽織り、マスクをかぶってみんなの役に立とうと思うのだが、みんなに笑われてしまうだけであった。 | ロシア語でよく言われる言い方に「英雄に生まれてくるのではなく、英雄になるのである(Героями не рождаются, героями становятся)」というものがあり、題名はこの言い方の前半部分。この言い方の意味は、英雄とは最初から特別の存在なのではなく、特別の状況が人を英雄的な行為に駆り立てるのである、という意味である。英語でも「heroes aren't born they're made(英雄は生まれてこない、作られるのである)」という言い方がある。 | Серия 43 |
| 44                                    | 年に一度                                   | (Серия 44) 熊の誕生日を忘れていて、しかも誕生ケーキを一人で全部食べしてまう傍若無人なマーシャの振る舞いだった。自分の誕生日は忘れさせまいと何か月も前から知らせていたのだが、誕生日の当日は誰の姿も見えない。                                                                                           | 題名の「年に一度(Раз в году)」 は1971年のソビエトの人形アニメ「チェブラーシカ・ピオネールに入りたい(Чебурашка)」(音楽：ヴラディミル・シャインスキィ/Владимир Шаинский、脚本：アレクサンデル・ディモフィエィエフスキィ/Александр Тимофеевский)の中で、ワニのゲーナが歌っている(声：ワシーリー・リヴァーノフ、歌：ウラジーミル・フェラポントフ/Владимир Ферапонтов)歌を踏まえている。ロシアで誕生日を祝う時のおなじみの歌になっている。 | Серия 44 |
| 45                                    | 交錯した出来事                             | (Серия 45) マーシャに邪魔されずにジグソーパズルをしていたい熊は木の上に一人で隠れてパズルを続けていた。ところが、熊が行方不明になったと考えたマーシャは、森の動物たちと熊の行方をシャーロック・ホームズさながらに追跡する。                                                                             | 題名の「交錯した出来事(Запутанная история)」はディズニー制作の映画「塔の上のラプンツェル」(露：Рапунцель: Запутанная история)を踏まえている。なお、英語の原題「Tangled」およびロシア語版の題名に含まれる「запутанная(主格：запутанный)」には"問題や事情が交錯している"という意味と"髪の毛などが絡まってもつれあっている"という意味がある。また、主人公のラプンツェルは物語冒頭では高い塔の上に住んでいるわけである。 | Серия 45 |
| 46                                    | ダンス教師                                 | (Серия 46) マーシャの家の庭に住んでいる豚はダンスを教えたくてしようがないのだが、誰も教えてもらおうという者が見つからない。折からマーシャとパンダを持て余していた熊から、二人にダンスを教えるように頼まれる。                                                                                           | 題名は16-17世紀のスペインの劇作家ロペ・デ・ベガの「ダンス教師(西：El maestro de danzar、露：Учитель танцев )」を連想させるものになっている。1952年にソビエトで映画化され、2790万人の観客を動員した(公開年における映画のうち2番目の動員数)。 | Серия 46 |
| 47                                    | 勝利の叫び                                 | (Серия 47) アラスカ熊とテニスの勝負をすることになったマーシャ。大声で気合を入れて球を打つと、その大声で調子のくるってしまうのでアラスカ熊から面白いように点が取れる。 | | Серия 47 |
| 2015年(YouTubeに公開された年)シリーズ |                                            | | |          |
| 48                                    | 氷河期の熊                                 | (Серия 48) 自分の祖先に興味を持った熊はタイムマシンを作り、氷河期の洞窟に住む祖先と会う。祖先はマーシャのような小さな女の子と一緒に住んでいた。タイムマシンは壊れてしまうが、マーシャは氷河期に、氷河期の女の子は現代に残ったままだった。                                                               | ロシア語のオリジナルの題名は「Пещерный медведь(ホラアナグマ)」。ホラアナグマとは氷河期にヨーロッパに生息していた熊の一種。 | Серия 48 |
| 49                                    | スターへの道                               | (Серия 49) 熊の甥のパンダが中国から薄型テレビをもってきた。パンダとマーシャはリモコンを奪い合い、その結果テレビを壊してしまう。失敗を取り繕うために、舞台づくりの道具や材料もって自分たちでテレビの中にもぐりこみ、チャンネルに応じたいろいろな種類の番組を2人で演じる。                                | ロシア語の題名は「Дорогая передача」は「番組制作者様へ」くらいの意味で、視聴者が番組にあてたメッセージカ(手紙やメール)の冒頭に使う決まり文句である。番組の司会や進行役も「передача」と呼ばれる。 | Серия 49 |
| 50                                    | 収穫祭                                     | (Серия 50) 庭のかぼちゃの出来が良くないことにがっかりしていた熊は、景気づけに仮面舞踏会を催す計画を立てる。それを知ったマーシャは魔法の杖で森の動物たちの仮装を手伝い、会場を整える。ただし魔法は夜中の12時までしか効かないのだった。                                                                   | 題名の「収穫祭(Праздник урожая)」というのは、正式には民間の祭事であるのと同時にロシア正教会の宗教的な生神女就寝祭(カトリックの聖母被昇天に対応するがそれぞれの教義の細部が異なる)である祭事を暗に示す言い方である。この場合、生神女マリヤ(イエスの母マリアの正教会での言い方)とスラブ神話の大地の女神(つまり大地というのは地上の動植物と繁殖を象徴する)を同一視する。 | Серия 50 |
| 51                                    | 捕まらない復習者                           | (Серия 51) パンダとマーシャに手を焼いた熊はアラスカ熊に二人の世話を頼み、自分はリラックスした時間を過ごすことにする。アラスカ熊はおとなしくしない二人を納戸に閉じ込めてしまうが、目に物を見せてやろうと忍者の扮装でアラスカ熊に反攻する。                                                               | 題名の「捕まらない復讐者(Неуловимые мстители)」は、ソビエトの子供向けの同名の冒険映画の題名を踏まえている(1966年、監督：Эдмонд Гарегинович Кеосаян)。この映画は西部劇をモデルにしているが、ロシア内戦時のウクライナに舞台を移している。子供に大変人気があり、例えば、1970年のソビエトのコメディ映画「魔法の力(Волшебная сила)」(監督：Наума Бирмана)の中のエピソードの一つ「2年B組からの復讐者(Мстители из 2-го „В)」の重要な要素になっている | Серия 51 |
| 52                                    | またお会いする日まで！                     | (Серия 52) ある日突然、マーシャの振る舞いがおとなしく行儀が良くなった。みんなが驚いていると、マーシャは大きくなったので、森の家を出てダーシャのいる街に引っ越すのだという。ダーシャに連れられて列車で出ていく。なお本エピソードはアリナ・ククシュキナがマーシャの声を担当した最後のエピソードである。   | 題名の「До новых встреч!」は直訳すると"次の会合まで"くらいの意味で別れの挨拶。これはコンサートや舞台で聴衆に向かって別れの挨拶をするときに使う。日常の会話ではふつう"До свидания."という。これも逐語訳すれは"(次に)会う時まで"という意味。 | Серия 52 |
| 53                                    | めぐる所に帰る                             | (Серия 53) 前回からの続きである。最初はおとなしくしていたマーシャであるが、結局は列車の中で大騒ぎをはじめ、元の家に戻されてしまう。本エピソードからヴァルヴァラ・サランツェヴァがマーシャの声を担当している。また、このエピソードではアリナ・ククシュキナはマーシャの姉妹のダーシャの声を担当している。 | 題名の「めぐる所に帰る(На круги своя)」は旧約聖書のコヘレトの言葉(正教会では「伝道書」と呼ばれる)の１章6節の中にある言葉を踏まえている。ロシア語訳聖書というものいつかあるが、この題名は典礼で用いられる教会スラヴ語訳聖書からの引用である。 | Серия 53 |
| 54                                    | おとぎ話への招待                           | (Серия 54) 熊の住む家の近くの池では、カエルがみんなカップルを作っていた。一人相手のいない雌のカエルは、熊が緑のウエットスーツを着てフィンをはいているのをカエルの仲間と勘違いし、自分の彼にしようと追いかける。                                                                                         | 題名の「おとぎ話への招待(В гостях у сказки)」は1976年から1992年まで第1チャンネルで放映されていたソビエトの子供向け番組の題名を連想させるものである。この番組はおもにソビエトないし東側ヨーロッパ諸国で作らた子供向けのストーリーを放映するものであった。2016年からはロシアの子供向けのチャンネルに同じ名前が使われている。 | Серия 54 |
| 55                                    | さぁ、お乗りください！                     | (Серия 55) 狼2人は自分たちの救急車を使ってタクシー業を始めようとするが、あまりのおんぼろで誰も利用しない。マーシャはそれを見て立派なタクシーに改造する図面を引き、取扱説明書も作るが、図面上の記載事項も取扱説明書も狼たちには読むことができなかった。                                                  | 題名の「Эх, прокачу!」(逐語訳：さぁ、行きましょう、さぁ、お運びします)は、ソビエトの作家イリーフ＆ペトロフの有名な小説の「小さな金の子牛(Золотой телёнок)」(1931年)に出てくる文句。小説の主人公の一人であるアダム・コズレヴィチ(Адам Козлевич)が自分の古くいおんぼろの車をタクシーとして利用するために、ドアに"Эх, прокачу!"と書いたのである。 | Серия 55 |
| 2016年(YouTubeに公開された年)シリーズ |                                            | | |          |
| 56                                    | 恐ろしや、恐ろしや                         | (Серия 56) 紅葉した枯葉をコレクションしているブタは、風に吹かれる落ち葉を追ってマーシャの部屋に入ったが、マーシャが家に帰ってきてしまった。ブタはそのときに枕の中に隠れたまま出るに出れなくなる。その後、そのままの姿で森を走り回り、森中がそれを妖怪だと思って大騒ぎになる。                           | 題名の「恐ろしや、恐ろしや(Страшно, аж жуть!)」は、ソビエトの詩人・歌手であるヴラジーミル・ヴィソツキーの「妖怪たちの歌(Песня про нечисть )」(1966年)のリフレーンの部分に出てくる歌詞を思い出させるものになっている。また、キーラ・ムラターヴァ(Кира Муратова)監督の映画「短い出会い(Короткие встречи)」(1967年)の中の歌にも出てくる。 | Серия 56 |
| 57                                    | 休息の時                                   | (Серия 57) 熊とパンダが写生の為に森に歩いていく計画を立てていたところ、マーシャもその計画に割り込んでくる。パンダとマーシャでどちらが多く荷物を担げるか張り合い始める。 | 題名の「休息の時(На привале)」 はロシアの画家ヴァシリー・ペロフの絵のタイトル「休息の時の猟師達(Охотники на привале)」(1871年)を踏まえている。 | Серия 57 |
| 58                                    | Кошки-мышки                                | (Серия 58) | | Серия 58 |
| 59                                    | Game Over                                  | (Серия 59) | | Серия 59 |
| 60                                    | К вашим услугам!                           | (Серия 60) | | Серия 60 |
| 61                                    | С любимыми не расставайтесь                | (Серия 61) | | Серия61  |
| 2017年(YouTubeに公開された年)シリーズ |                                            | | |          |
| 62                                    | Спи, моя радость, усни!                    | (Серия 62) | | Серия 62 |
| 63                                    | Сюрприз! Сюрприз!                          | (Серия 63) | | Серия 63 |
| 64                                    | Три Машкетёра                              | (Серия 64) | | Серия 64 |
| 65                                    | Есть контакт!                              | (Серия 65) | | Серия 65 |
| 66                                    | Спокойствие, только спокойствие!           | (Серия 66) | | Серия 66 |
| 67                                    | Цирк, да и только                          | (Серия 67) | | Серия 67 |
| 68                                    | Квартет плюс                               | (Серия 68) | | Серия 68 |
| 2018年(YouTubeに公開された年)シリーズ |                                            | | |          |
| 69                                    | Сколько волка ни корми...                  | (Серия 69) | | Серия 69 |
| 70                                    | Звезда с неба                              | (Серия 70) | | Серия 70 |
| 71                                    | Вот такой хоккей!                          | (Серия 71) | | Серия 71 |
| 72                                    | Шарики и Кубики                            | (Серия 72) | | Серия 72 |
| 73                                    | Случай на рыбалке                          | (Серия 73) | | Серия 73 |
| 74                                    | Вот как бывает!                            | (Серия 74) | | Серия 74 |
| 75                                    | Не царское дело!                           | (Серия 75) | | Серия 75 |
| 2019年(YouTubeに公開された年)シリーズ |                                            | | |          |
| 76                                    | Вся жизнь - театр                          | (Серия 76) | | Серия 76 |
| 77                                    | Вокруг света за один час                   | (Серия 77) | | Серия 77 |
| 78                                    | Кем Быть?                                  | (Серия 78) | | Серия 78 |

## 音楽
それぞれのエピソードの音楽はロシアの作曲家ヴァシリィ・バガチレフによるものである。シリーズの歌の多くは、「大洗濯	(Серия 18)」や「オーケストラのリハーサル(Серия 19)」の歌や音楽をはじめとしてロシア国内外でよく知られている。

## 賞
第一話『初めての出会い』(2009年、監督: デニス・チェルヴャチョフ)
- 2009年、第七回国際アニメーションフェスティバル"ティンディリンディス"にて「創造的な心温まるユーモア」に対する賞を受ける。
- 第14回児童および少年・少女向け映画の国際コンクール"シュリンゲル"(ドイツ・ケムニッツ)にて最優秀アニメーションの賞を受ける。
- 第26回ブラッドフォート・アニメーション・フェスティバル(BAF2009)にて最優秀テレビアニメシリーズの賞を受ける。
- ボスニア・ヘルツェゴビナのネウムで開かれたフェスティバル"NAFF"にてグランプリ。また、視聴者の選ぶ最優秀賞を受ける。

第三話『1、2、3、光れ、クリスマスツリー!』(2009年、監督: オレグ・ウジノフ)
- アニメ映画フェスティバル"スーズダリ2009"にて最優秀批評家賞を受ける[23]。
- 第7回"マルチヴィジョン"フェスティバルにて最優秀児童映画の賞を受ける[24]。
- ネウムの"NAFF"にて最優秀3Dの賞を受ける。

第六話『動物の足跡』(2010年、監督: オレグ・ウジノフ)
- アニメ映画フェスティバル"スーズダリ2009"にて最優児童映画の賞を受ける[25]。
- アナパで行われた第15回国際映画フェスティバル"金の魚"にて最優秀児童映画の賞を受ける[26]。

第十七話『マーシャとお粥』(2011年、監督: オレグ・ウジノフ)
- 2019年、「最も視聴されたアニメ映像」としてギネス世界記録に認定。同エピソードのYouTubeでの再生数は、2019年1月19日時点で34億回を超える[3]。なお、2019年6月現在で、YouTubeでの再生数が37億回に達し、YouTubeでの通算の再生数で第四位、ミュージックビデオクリップを除いて第一位、アニメビデオで第一位となった[27]

シリーズ全体
- 2015年1月、"クラシックになるべきテレビ番組(TV Shows Destined to be Classics)"の一つに選ばれる。これはアニメ分野の定期刊行物「アニメーション・マガジン(Animation Magazine)」が250号発行の記念にまとめたものである[2][28]。
- 2015年2月、"キッドスクリーン賞(Kidscreen Award )"[注釈 43]の創造的才能部門で最優秀アニメーション賞を受ける[29]。

アニマックコルド
- 2015年10月、キッドスクリーン・マガジンがアニマックコルドを"キッドスクリーン 熱い50社(Kidscreen Hot50)"[注釈 44]の制作会社部門の一つに挙げた[30]。

## コンピュータゲーム
2010年11月19日に子供向けゲーム『マーシャと熊-追いつけ』が発売され、2010年12月には教育ソフト『マーシャと熊-学校への準備』が発売された。2011年には『マーシャと熊-子供の課題』が登場した。2012年12月7日には『春が来た!』をもとにした『マーシャと熊-仲良くなりましょう』が発売された 。

## その他のメディア展開
2015年スロバキアのCOMUNIQUE社がマーシャと熊の話を基にしたアイス・ショーを企画するライセンスを取得した。ショーのタイトルは「氷上のマーシャと熊(Masha and the Bear on Ice )」。2015年10月3日にスロバキアのコシツェで初回のショーを行った。その後チェコ、スロベニア、クロアチア、セルビア、アラブ首長国連邦、エストニアでもショーが行われた。

## 政治論争
2017年7月10日、ウクライナのオデッサの公安委員会は「マーシャと熊」の放映を禁止する要請をウクライナ最高議会、国家映画局、テレビ・ラジオ国家委員会に対して行った。このアニメシリーズはロシアのプロパガンダで、大きく、力強く、家などの財産を持っている熊はロシアを暗示しているという趣旨である。それに対してアニマックコルドのドミトリ・ロヴェイコは、テレビでは放映できなくなるがファンにはYouTubeのウクライナ語版を見てもらうことができると声明を出した。